# Дани српске културе у Хрватској
Дани српске културе у Хрватској је манифестација коју организује Српско културно друштво "Просвјета".

## Фестивали
На фестивалу се представљају достигнућа Срба из Хрватске, а фокус је на културној размени између Хрватске и Србије  и на понуди културних садржаја из Србије широј публици у Хрватској. Манифестација се одржава редовно једном годишње од 2006. године. До 2018. године манифестација је била ограничена на град Загреб, а затим се проширила на Ријеку и Опатију. Фестивал сличног назива се организује и у Истри.

### Дани српске културе у Хрватској 2019. године
На Данима српске културе 2019. године организовано је 13 различитих манифестација и представа у Загребу, Ријеци и Крњаку. Манифестација је затворена концертом Биг бенда Радио-телевизије Србије у пуној сали Хрватског музичког завода. Те године је први пут повезан са манифестацијом Дани културе Срба источне Славоније, Барање и Западног Срема.